# ベトナム帝国

ベトナム帝国
Đế quốc Việt Nam
(越南帝國)

国の標語: Dân vi quý (民為貴)
（民を貴しと爲す）国歌: 登壇宮
Việt Nam minh châu trời Đông
『ベトナム — 東方の明珠』

ベトナム帝国（ベトナムていこく、旧字体：越南帝󠄁國、ベトナム語：Đế quốc Việt Nam / 帝國越南）は、1945年3月11日から9月2日に現在のベトナム社会主義共和国に存在した君主制国家。1944年のパリ解放に伴うフランスにおけるド・ゴール派の台頭を受けて1945年3月9日に日本陸軍南方軍がフランス植民地軍を武装解除し、これを受けてアンナン保護国皇帝だったバオ・ダイが3月11日に独立を宣言したことに始まる。

## 歴史
19世紀初頭に成立したグエン朝大南国（ダイナム）はフランスによって徐々に植民地化され、1887年のフランス領インドシナ（仏印）発足に伴いフランスの保護国アンナン保護国（仏: Protectorat d'Annam）となった。第二次世界大戦中の1940年には日本政府とフランス政府の合意により日本軍がフランス領インドシナに進駐した（仏印進駐）。以降アンナン保護領は日仏から二重統治を受ける状況となった。
第二次世界大戦の末期、フランス領インドシナに進駐していた日本軍は、近々予想される連合国軍のベトナム上陸に対する危機感を募らせていた。連合国軍上陸の際、フランス植民地軍は日本軍と共にこれを迎え撃つことへの同意を求められたがフランス軍はこれを拒否し、1945年3月9日に日本軍との間に戦闘が始まった。約5万のフランス軍は日本軍と同程度の兵力だったが、軽装備の植民地駐屯部隊であったため、日本軍に敗退した（明号作戦、仏印処理）。これにより、インドシナの支配者は、フランスから日本に変わった。
作戦終了後、日本側はアンナン保護国政府に「フランスとの条約破棄が可能であること」を通告した。これを受けて、フランスによる支配で統治権を抑制されていたバオダイ帝は、1884年の甲申条約（第二次フエ条約、パトノートル条約）を破棄し、フランスからの独立と日本との協働を宣言し国号をベトナム帝国と改めた。日本は同様の通告を、カンボジアとラオスにも行い、それぞれが独立宣言を発している。4月17日にはバオダイ帝は、著名な文人であったチャン・チョン・キムを首相（内閣総長、ベトナム語：Tổng trưởng Nội các / 總長内閣）に任命し、内閣を組織させた。ゴ・ディン・ジエムは首班に推挙されたが、これを固辞した。
ベトナム帝国政府は以下のような改革を行った。
- フランス式の地名をアンナンのものに復した。
- フランス人の官吏を罷免し代わりにベトナム人を任用した。
- フランス人の銅像を撤去した。
- フランス統治下で有罪判決を受けた政治犯の判決取り消し、釈放、公民権回復。この政策は釈放された共産主義者らがベトナム帝国政府に対する反政府活動を行うという皮肉な結果を招いた。
- 中等教育の教授言語をフランス語からチュ・クオック・グーによるベトナム語に改めた。またベトナム語による全国共通の初等教育修了試験を導入した。この教育改革はベトナム民主共和国の教育政策にも影響を与えた。

しかし、1944年からトンキンを中心に発生していた大飢饉（1945年ベトナム飢饉）や、フランスによる長期支配と日本による軍政に対する有効な策を講じることができなかった。この飢饉は、後にホー・チ・ミンによって、フランスや日本やベトナム帝国を攻撃するために大いに利用されることとなる。
領土については、コーチシナを含むベトナム全土の主権回復を宣言したが、同時期に独立したカンボジアが「コーチシナの半分は自国領土である」と主張したため、8月25日にサイゴンで両国による会議が開催される予定となっていたが、日本政府が降伏を予告したため、結局は実施されなかった。カンボジアとタイとの間でも領土問題は生起している。また、やはり同時期に独立したラオスは、アンナン人を全て国内から追放したためベトナムと争いになり、日本に調停を要請した。
1945年8月14日に日本がポツダム宣言の受諾を布告すると、その3日後の8月17日に、ホー・チ・ミンに指導されたベトミンが全国総蜂起を起こした（ベトナム八月革命）。連合国主要政府と連絡を取ることすらできなくなったバオダイ帝は、退位を決意し、ベトミン側にその意向を伝えた。8月23日に首都トゥアンホアはベトミンに掌握され、ハノイからベトミン代表のチャン・フイ・リエウが乗り込んでくると、8月30日、トゥアンホアの皇宮で退位式典が行われ、剣璽が引き渡された。そして、9月2日には日本の降伏（ポツダム宣言調印）と同時にベトナム民主共和国の独立宣言が出された。
ベトナム、ラオス、カンボジアの独立は、日本の敗戦直前かつ第38軍の独断で行われたため日本やその友好国からの国際的な国家承認を得ることはできなかった。
その後、皇帝だったバオ・ダイはフランスに擁立され、1949年6月にサイゴンでベトナム国の元首（国長、ベトナム語：Quốc trưởng / 國長）に就任する。だが、ベトナム国政府は第一次インドシナ戦争の最中に発足した臨時政府としての側面が強く、バオ・ダイが望む君主制の政体を確立できないまま消滅した。そのため、国長がベトナム帝国皇帝と連続した地位であると解することは困難である。